# Kristian Berthelsen
Kristian Levi Nathanael Berthelsen (* 13. August 1894 in Kangilineq; † unbekannt) war ein grönländischer Landesrat.

## Leben
Kristian Berthelsen war der Sohn des Jägers Rafael Paulus Karl Jokum Berthelsen und seiner Frau Ane Sofie Margrethe Berglund. Am 11. Mai 1916 heiratete er in Paamiut Ellen Birgitte Safine Filipine Eigilsen (1897–1918). Seine Frau starb im Alter von nur 21 Jahren, woraufhin er am 21. April 1919 in Kangilineq in zweiter Ehe Helene Laurentia Bodil Theofilusen (1900–?) heiratete. Kristian Berthelsen war Jäger in Paamiut und vertrat 1946, 1949 und 1950 Gerhard Egede im südgrönländischen Landesrat.